# Pseudotremia
Pseudotremia är ett släkte av mångfotingar. Pseudotremia ingår i familjen Cleidogonidae.

## Dottertaxa tillPseudotremia, i alfabetisk ordning[1]
- Pseudotremia acheron
- Pseudotremia aeacus
- Pseudotremia alecto
- Pseudotremia amphiorax
- Pseudotremia armesi
- Pseudotremia carterensis
- Pseudotremia cavernarum
- Pseudotremia cercops
- Pseudotremia cocytus
- Pseudotremia conservata
- Pseudotremia deprehendor
- Pseudotremia eburnea
- Pseudotremia fulgida
- Pseudotremia hansoni
- Pseudotremia hobbsi
- Pseudotremia indianae
- Pseudotremia lethe
- Pseudotremia lictor
- Pseudotremia lusciosa
- Pseudotremia merops
- Pseudotremia minos
- Pseudotremia momus
- Pseudotremia nefanda
- Pseudotremia nodosa
- Pseudotremia nyx
- Pseudotremia princeps
- Pseudotremia rhadamanthus
- Pseudotremia scrutorum
- Pseudotremia simulans
- Pseudotremia soco
- Pseudotremia spira
- Pseudotremia stupefactor
- Pseudotremia sublevis
- Pseudotremia tsuga
- Pseudotremia tuberculata
- Pseudotremia unca
- Pseudotremia valga